# 桑本充悦
桑本 充悦（くわもと みつよし、1966年6月21日 - ）は、山陰放送 (BSS) のアナウンサー。

## 来歴
鳥取県倉吉市出身。高校在学時にアメリカ合衆国へ留学した経験あり。アメリカ合衆国ワシントン州リンデン・ハイ・スクール、鳥取県立倉吉東高等学校、早稲田大学法学部 卒業。
大学を卒業後、1991年に山陰放送に入社。同局アナウンサーの谷口篤史や山根伸志と同様に、報道番組以外への出演時には名前をひらがなにした桑本 みつよし名義で活動している。
2015年、桑本が制作とナレーションを手掛けたラジオ特集『さようなら！専攻科』が日本民間放送連盟賞に出品され、番組部門（ラジオ報道番組）で優秀賞を受賞した。

## 人物
既婚者で、3人の子供がいる。また、54歳の誕生日を迎えた時点で孫も2人いる。

## 担当番組

### テレビ番組
- テレポート山陰（1993年4月 - 2001年3月） - キャスター

### ラジオ番組
- ラジオでキャッチ（1991年10月 - 1992年3月）
- Sun Sun Morning（1992年 - 1993年）[9]
- 桑本みつよしの青春エキスパート（1996年4月 - 1997年3月）
- 桑本みつよしの音楽広場 月曜夜の約3時間（2000年4月 - 2001年3月）
- ご近所わいど 今日もハレルヤ!（2001年4月 - 2016年3月）
- サンセットロード（2015年4月 - 2023年3月）
- スクランブル・サンデー（2002年4月 - 2003年3月）
- 今日も一日Vっといこう[10]
- 音楽の風車 - 不定期出演
- 中四国ライブネット - 「山陰発 『音楽の風車』は19000回を越えてるぞスペシャル!!」（2007年3月17日）ほか
- ANOKORO - パーソナリティ（2008年10月 - 2022年9月）、構成兼務（2013年9月 - 2022年9月）[11]
- Mポイント546 - 不定期出演
- サタナビ! - 不定期出演
- ニチナビ! - 不定期出演
- 全国高等学校野球選手権鳥取大会 - 実況担当[12]
- あさスタ♪（2016年3月 - ）